# Fessel Zsigmond
Fessel Zsigmond (18. század – 1831. szeptember 8.) ügyvéd, akadémiai tanár.

## Élete
Szlovák nemesi családból származott, törve beszélte a magyart. Előbb a selmecbányai gimnáziumban tanított, majd 1810. december 11-én Pongrátz János helyére került a győri akadémiára, ahol a magyar nyelv és irodalom rendes tanára volt. 1811. március 11-én foglalta el katedráját, majd 1827. szeptember 11. után mint helyettes tanár működött a győri királyi akadémia természet- és magyar közjog tanszékén. Tanította Deák Ferencet is, aki magyarságára büszke volt, s nézeteltérésbe keveredtek, Fessel pedig bosszúból rossz jegyet adott neki magyarból.

## Munkái
- Ode summis honoribus cels. principis a regia scientiarum academia Jaurinensi affectu pio oblata. Jaurini, 1819.
- Állítások a hazai literatura és nyelvbirálás tudományából. Jaurini, 1822.
- Assertiones ex jure universo et scientiis politicis. Pestini, 1826.